# Gimbal
En gimbal er en drejelig støtte, der tillader rotation af et objekt om en akse. Et sæt med tre gimbaler, den ene monteret på den anden med ortogonale drejeakser, kan bruges til at tillade en genstand monteret på den inderste kardan forblive uafhængig af rotationen af dens støtte (f.eks. lodret i den første animation). For eksempel på et skib bruger gyroskoper, kompasser, ovne og endda drikkevareholdere typisk gimbal til at holde dem oprejst i forhold til horisonten på trods af skibets stigning og rullen.
Gimbalophænget, der bruges til montering af kompasser og lignende, kaldes undertiden en kardanophæng efter den italienske matematiker og fysiker Gerolamo Cardano (1501-1576), som beskrev det i detaljer. Cardano opfandt dog ikke kardanen, og han hævdede heller ikke at have gjort det. Apparatet har været kendt siden antikken, først beskrevet i det 3. århundrede. f.Kr. af Philo af Byzans, selvom nogle moderne forfattere støtter synspunktet om, at det måske ikke har en enkelt identificerbar opfinder.

## Reference
1. ↑  Needham, Joseph. (1986). Science and Civilization in China: Volume 4, Physics and Physical Technology; Part 2, Mechanical Engineering. Taipei: Caves Books Ltd. Page 229.
2. ↑  Francis C. Moon, The Machines of Leonardo da Vinci and Franz Reuleaux: Kinematics of Machines from the Renaissance to the 20th century, p.314, Springer, 2007 ISBN 1-4020-5598-6.